# Chrysomela semota
Chrysomela semota är en skalbaggsart som beskrevs av Brown 1956. Chrysomela semota ingår i släktet Chrysomela och familjen bladbaggar. Inga underarter finns listade i Catalogue of Life.